# Running Man
Running Man (Hangul: 런닝맨 Reonning maen) – południowokoreański program rozrywkowy emitowany na kanale SBS jako część bloku „Good Sunday”. Pierwszy odcinek został wyemitowany 11 lipca 2010 roku.
Uczestnicy biorą udział w różnego rodzaju zawodach: prowadzący i goście muszą ukończyć misje we wcześniej ustalonym punkcie, aby wygrać wyścig. Od tego czasu program zmienił się w bardziej znaną odmianę reality show, koncentrując się na grach. Wraz z 2011 rokiem prawa do emisji sprzedano do 9 krajów Azji, w tym do Chin i Japonii, tym samym program stał się częścią koreańskiej fali.
W 2016 roku program znalazł się na liście 20 najpopularniejszych programów telewizyjnych stworzonej przez Business Insider.
Od kwietnia 2017 roku Running Man jest emitowany jako pierwsza część niedzielnego bloku „Good Sunday” o 16:50 KST i rywalizuje z programami The Return of Superman (KBS2) i King of Mask Singer (MBC). Running Man wcześniej był wyemitowany o godzinie 18:25 KST w niedziele, jako druga część „Good Sunday”, emitowany po Flower Crew, konkurując z programami 1 Night & 2 Days (KBS2) i Secretly Greatly (MBC).

## Format
Od 48 odcinka członkowie obsady biorą udział w kilku misjach, których wygranie decyduje o zwycięstwie pod koniec wyścigu. Misje są podstawowym elementem programu Running Man, dzięki którym uczestnicy mogli uniknąć kary lub w poprzednich odcinkach wygrać nagrody. W każdym odcinku prezentowane są różne misje, a głównym punktem Running Man jest misja wyścigowa. Format programu zmieniał się od „misja wyścigowa + inne” w początkowych odcinkach na „jeden ciągły wyścig + misje”.
Od 346 odcinka format programu został zmieniony. W przeciwieństwie do poprzednich odcinków celem uczestników jest zgromadzenie najwięcej pieniędzy, aby zostać finalnym zwycięzcą tygodnia.

## Personel
Personel programu prowadzi gry, często pojawiając się w kamerach, albo aktywnie uczestnicząc w grze, albo wpływając na wynik różnych misji. Personelem są osobiści operatorzy obsady (VJ), dyrektorzy produkcji (PD), „floor director” (FD), styliści, mikrofoniarze itp.
Za produkcję programu odpowiedzialny jest główny producent Nam Seung-yong, z PD Jo Hyo-jin, Im Hyung-taek i Kim Joo-hyung odpowiedzialnymi głównie za reżyserowanie i produkcję nagrań programu od jego początku. Inni producenci, w szczególności Hwang Seon-man i Lee Hwan-jin, dołączyli do programu w celu wsparcia, podczas gdy kręcenie programu przeniosło się z jednego punktu orientacyjnego do wielu miejsc do nagrywania. FD Go Dong-wan pomagał w nagrywaniu programu i był wielokrotnie pokazywany w kamerze, a także dowoził i wspierał członków w ich misjach. Producent Kim Joo-hyung opuścił program po odcinku 182, kiedy został przeniesiony do Inkigayo.
Każdy członek obsady ma swojego osobistego kamerzystę, który kręci wyłącznie jego podczas nagrań. Znani operatorzy to Ryu Kwon-ryeol (główny VJ Yoo Jae-suka), Kim Yoo-seok (główny VJ Ji Suk-jina), Choi Yoon-sang (główny VJ Lee Kwanga-soo), Yoon Sung-yong (główny VJ Haha), Sung Gyu (główny VJ Song Ji-hyo), Jo Seong-Oh (główny VJ Gary’ego, a obecnie Yang Se-chana), Kim Ki-jin (główny VJ Kim Jong-kooka) i Kim Si-yeon (główny VJ Jeon So-mina).
19 listopada 2014 roku główny reżyser programu, Jo Hyo-jin, ogłosił swoje odejście z programu po czterech latach pracy.
20 marca 2016 roku główny producent programu, Im Hyung-taek, opuścił program (po 291 odc.), po tym jako został producentem programu Keep Running, w wyniku czego zastąpili go nowi producenci, w szczególności Lee Hwan-jin, Jung Chul-min i Park Yong-woo. W lutym 2016 roku FD Go Dong-wan również ogłosił swoje odejście z programu przez Instagram.
3 lipca 2016 roku SBS potwierdziło powrót producenta Kim Joo-hyunga do programu, jednak na krótki czas. Następnie, do marca 2017 roku, rolę głównego producenta Running Man przejął Lee Hwan-jin. Od kwietnia 2017 do lipca 2018 roku funkcję głównego producenta pełnił Jung Chul-min. Jego miejsce zajął Lee Hwan-jin.

## Obsada
- Yoo Jae-suk
- Ji Suk-jin
- Kim Jong-kook
- Haha
- Song Ji-hyo
- Yang Se-chan

### Wcześniejsza obsada
- Lizzy
- Song Joong-ki
- Gary
- Lee Kwang-soo
- Jeon So-min

## Odbiór
Pierwszy odcinek programu otrzymał mieszane recenzje: według Asiae koncepcja programu była obiecująca, ale ekipa nie mogła wykorzystać pełnego potencjału lokalizacji, a tempo nie było wystarczająco szybkie i dynamiczne. Pomimo powolnego startu, Running Man stawał się coraz bardziej popularny w Korei Południowej i całej Azji. Z powodu istnienia fansubów jest również oglądany poza Azją, tłumaczony m.in. na angielski, hiszpański i arabski.
Według „The Straits Times” popularność tego programu wynika z jego nieprzewidywalności, komedii, sławnych gości i chemii pomiędzy regularnymi członkami obsady. Asystent Liew Kai Khiun z Uniwersytetu Technologicznego Nanyang przypisuje atrakcyjność Running Man umiejętności wykorzystania przestrzeni publicznej w kreatywny sposób: „Running Man polega na zabieraniu widzów do różnych zakątków nie tylko Korei Południowej, ale także regionu. W szybko rozwijających się społeczeństwach miejskich w Azji program pomaga zapewnić uwolnienie się od codziennych napięć związanych z takimi ulicami i budynkami.”. Liew uważa, że członkowie obsady nie są szczególnie przystojni, dlatego nie mają nic do stracenia, nawet jeśli „zmagają się ze sobą jak dzieci”.
Według producenta Jo Hyo-jin serial jest popularny, ponieważ pojęcie konieczności dokonania wyboru zwycięzcy jest kulturowo łatwe do zrozumienia. Wskazał także dobre stosunki między członkami obsady jako jeden z powodów sukcesu programu. Sławne osobistości jak np. członkowie grup Super Junior, Girls’ Generation i f(x) również odgrywają ważną rolę w jego sukcesie, chociaż czasami wywołują krytykę. Dla przykładu po emisji odcinków z Big Bangiem, niektórzy widzowie skarżyli się, że zespół wygrał zbyt łatwo. Jo Hyo-jin zaprzeczył jednak specjalnemu traktowaniu celebrytów; wyjaśnił, że fani są również bardzo krytyczni wobec gier z programu, więc nie jest możliwe ich ponowne wykorzystanie bez żadnych zmian.
Stała obsada Running Man uczestniczyła w kilku oficjalnych spotkaniach z fanami w całej Azji. W październiku 2013 roku ich jedno ze spotkań zorganizowane w Singapurze przyciągnęło 3000 osób. Kiedy obsada zjawiała się na zdjęcia w Wietnamie i innych krajach, byli witani przez tysiące fanów na lotnisku.